# Château de Birkenau
Le château de Birkenau (allemand : Schloss Birkenau) est un château de style baroque tardif situé en Allemagne dans le village de Birkenau, près de Weinheim, dans la vallée de la Weschnitz. Il consiste en un grand bâtiment à deux étages entouré d'un parc remarquable.

## Historique
Le baron Wambolt von Umstadt (de) commande la construction du château au maître d'œuvre Johann Leonhard Stahl en 1765, à proximité d'un ancien bâtiment. Il ne subsiste plus rien de l'ancien château. Les travaux durent jusqu'en 1779 (ou 1772) et sont terminés par l'architecte de la cour palatine, Franz Wilhelm Rabaliatti. Des aménagements ont lieu au XIXe et au XXe siècle.
Le jardin est d'abord planté dans le goût à la française, puis il est dessiné dans le goût à l'anglaise en 1787 d'après les plans de Friedrich Ludwig von Sckell qui en fait un parc paysager. Le parc est divisé en deux parties après que la route de Weinheim à Fürth (plus tard dénommée Bundesstraße 38), fut tracée en 1847.
Le château est toujours entre les mains de la famille Wamboldt von Umstadt. Depuis 2010, il peut se louer pour des réceptions, des mariages, fêtes, séminaires, présentations, etc.

## Source de la traduction
- (de) Cet article est partiellement ou en totalité issu de l’article de Wikipédia en allemand intitulé « Schloss Birkenau » (voir la liste des auteurs).